# Adam Sedgwick
Adam Sedgwick (Dent, 22 marzo 1785 – Cambridge, 27 gennaio 1873) è stato un geologo inglese.
Dopo gli studi effettuati al Trinity College si laureò in matematica a Cambridge nel 1808. Successivamente, nel 1817, venne consacrato pastore e divenne canonico della cattedrale di Norwich.
Fu professore di geologia a Cambridge a partire dal 1818 e in breve acquisì una grande dimestichezza con la materia, della quale può essere considerato uno dei fondatori; divenne membro della Geological Society (1818), che aveva contribuito a fondare, e della Royal Society (1819). Sedgwick ha svolto un ruolo di primo piano anche nella fondazione della Cambridge Philosophical Society, nel 1819.
Si dedicò particolarmente allo studio dei terreni primari dell'Inghilterra, della Germania e la struttura delle Alpi Orientali e, dopo un'attenta analisi degli strati fossili del Galles del nord, definì il Cambriano (1835) e pubblicò un compendio sulle rocce del Paleozoico.
Nell'estate del 1831 venne accompagnato da Charles Darwin in un'escursione nel Galles del nord.